# Anomiopus aequalis
Anomiopus aequalis är en skalbaggsart som beskrevs av Waterhouse 1891. Anomiopus aequalis ingår i släktet Anomiopus och familjen bladhorningar. Inga underarter finns listade i Catalogue of Life.